# Краснослободск (Мордовија)
Краснослободск (рус. Краснослободск) град је у Русији у Мордовији. Према попису становништва из 2010. у граду је живело 10151 становника.

## Становништво
| 1939. | 1959. | 1970. | 1979.  | 1989.  | 2002.  | 2010.  |
| ----- | ----- | ----- | ------ | ------ | ------ | ------ |
| 6.000 | 6.477 | 8.633 | 10.099 | 11.261 | 10.843 | 10.151 |